# Marisa López Diz
Marisa López Diz (Gijón, 1970) es una poeta, cantante, compositora, cineasta y profesora española. Entre sus reconocimientos, se encuentran el Premio Cálamo de poesía erótica, el María Josefa Canellada o el Teodoro Cuesta.

## Trayectoria
Nació en 1970 en la localidad asturiana de Gijón. Se licenció en Filología Hispánica, especializándose en lengua asturiana y eonaviega. Fue profesora de Lengua Castellana y Literatura en Colombres, en el concejo de Rivadedeva, donde vivió casi una década. En esa etapa, compuso la canción "Ribadedeva contigo nel corazón" que se convirtió en un himno de la localidad.
Ha escrito sus obras poéticas, como Tiempu de tristura (1998) y A terra esqueicida (2007), y de narrativa, tanto infantiles como para adultos, indistintamente en castellano, asturiano y eonaviego. Entre sus obras dirigidas al público infantil/juvenil se encuentran Poemes de carambelu (2006), Binoca (2008) y Malva y el papapallabres (2010).
En 2012, estrenó el cortometraje A fiya del xastre. Formó el Dúo Mestura con Luis Manuel Suárez, lanzando varios discos. Además, publicó un disco-libro con beneficios destinados al Banco de Alimentos.

## Reconocimientos
A lo largo de su trayectoria, López Diz ha obtenido decenas de reconocimientos, como el Fernán Coronas en 1998, el Elvira Castañón en 2001 o el Premio Xeira en 2007. En 2013, ganó el Premio María Josefa Canellada de literatura infantil y juvenil, otorgado por la Consejería de Educación, Cultura y Deporte del Principado de Asturias. Obtuvo este galardón por su obra Tatuaxes nel corazón presentado bajo el seudónimo Montenegro.
Al año siguiente, fue reconocida en el VII Certamen de Poesía Mujeres Silenciadas 'Argentina Rubiera', promovido por el Ayuntamiento de Langreo junto al Colectivo Les Filanderes y la Asociación de Mujeres El Fresno. En 2016, obtuvo por su poemario Les races del olvidu, que presentó bajo el seudónimo Carrespientes, el Premio Teodoro Cuesta, que le fue entregado por el entonces alcalde de Mieres, Aníbal Vázquez.
En octubre de 2021, fue reconocida por su poemario Bajo el verano de tu boca, con el premio “Cálamo” de Poesía Erótica que otorga la Sociedad Cultural Gesto, certamen al que se presentó con el seudónimo Cécile de Volanges. En 2022, fue nombrada Poeta al Alba en Candás, interpretando durante el acto de entrega su canción Candás, alma marinera.